# 路易斯·卡斯提歐 (二壘手)
路易斯·安東尼奧·卡斯提歐（Luis Antonio Castillo，1975年9月12日—）是一名多米尼加籍職業棒球運動員，守備位置為二壘手，曾效力於美國職業棒球大聯盟的佛羅里達馬林魚隊、明尼蘇達雙城隊及紐約大都會隊。

## 球員榮譽
卡斯提歐曾入選三屆美國職棒大聯盟全明星賽、三次金手套獎得主，並且在1997年和2003年兩度在馬林魚隊贏得了世界大賽。

## 外部連結
- 球員資訊和成績在MLB，ESPN，Baseball-Reference，Fangraphs，Baseball-Reference (Minors)（英文）